# Chios (Regionalbezirk)
Chios (griechisch Χίος) ist einer der fünf Regionalbezirke der griechischen Region Nördliche Ägäis (Βόρειο Αιγαίο Vório Egéo). Sein Gebiet umfasst die Inseln Chios, Psara (Ψαρά), Andipsara (Αντίψαρα), die Inselgruppe Inousses (Οινούσσες) sowie einige kleine Inseln in der östlichen Ägäis. Bis zur Verwaltungsreform 2010 hatte das Gebiet den Status einer Präfektur, der Regionalbezirk Chios entsendet neun Abgeordnete in den Regionalrat, hat darüber hinaus aber keine politische Bedeutung mehr.
Hauptort ist die Stadt Chios (Χίος (f. sg.)) auf der gleichnamigen Insel. 

Topografische Karte des Regionalbezirks